# Cerveza Club Colombia
Club Colombia es una cerveza premium de tipo lager, producida en Colombia por Cervecería Bavaria S.A. Como reconocimiento y ratificando el estatus de Cerveza Premium, recibe en 2008 el premio Gran Medalla de oro con hojas de Palma (Grand Gold medal with palm leaves) del Instituto Monde Selection, por obtener una calificación superior en las diferentes pruebas sensoriales y organolépticas. En el 2010, por segunda ocasión, Club Colombia es galardonada con el premio más prestigioso y codiciado por la industria cervecera del mundo, la Medalla de Oro Monde Selection a la Calidad. En 2011, obtuvo por tercera vez este reconocimiento, ocasión en la cual Club Colombia también se llevó la medalla de plata.
Es la segunda cerveza mejor ranqueda en la clasificación Monde Selection, después de la cerveza Holandesa "Heineken", sin embargo existe una gran discusión entorno dicho galardón, pues este no necesariamente representa a la mejor cerveza del mundo. Muchos de los mejores y más tradicionales fabricantes cerveceros no ven con agrado tal concurso privado, otros pequeños fabricantes no cuentan con los medios económicos para participar de ese espectáculo y otros tantos han optado por autoexcluirse.

## Historia
Club Colombia nació en 1949 con el nombre de Club Sesenta, en conmemoración a los sesenta años de la fundación Bavaria S.A. y se planteó como la primera cerveza Premium de la compañía. Once años después, al comienzo de la década de los sesenta, esta marca cambió de nombre por el de Club Colombia, y con su presentación comercial en Colombia comenzaron las exportaciones a los Estados Unidos. Sus elementos simbólicos predominantes fueron las réplicas del tunjo precolombino, que subsiste hasta nuestros días. Club Colombia ha sido reconocida como la cerveza de más alta categoría de las marcas de Bavaria S.A., con más de medio siglo de tradición.
La marca fue renovada en 2006, con un rediseño de etiquetas y de la botella, sin embargo se conserva como escudo el Tunjo precolombino que aparece desde el surgimiento de la marca.

### Fechas destacadas
- 1949: Nace Club 60, con el fin de conmemorar los sesenta años después de su fundación. Club 60 es elaborada por el maestro cervecero Guillermo Blaschke en la antigua cervecería de la calle 28. Club 60 vivió dos periodos: uno de 1949 - 1952 y otro de 1957- 1960.

- 1957: En febrero de 1957, se hace relanzamiento de Club 60. Una de las primeras en ofrecerse en canastilla de cartón para 6 botellas. Incluso tiene servicio telefónico a domicilio.

- 1958: Distinción otorgada a Club 60 por el Congreso de Catadores de Cerveza Gambrinus, reunido en la Exposición Universal e Internacional de Bruselas (Bélgica)

- 1961: Se lanza Club 60 comercialmente, presentada con etiqueta, cuello de botella y la exclusiva “cápsula dorada”. Su característica principal, la condición de “extra-seca”, fue heredada por Club Colombia.

- 1962: Nueva botella más flaca, larga y con nueva etiqueta. Diseño botella y etiqueta por Martin J. Ferguson, diseñador de otras botellas y etiquetas famosas del momento como Bacardi. Costeña y “Bavaria”. El 6 de enero de 1962 se lanza oficialmente Club Colombia. Sus orígenes se remontan a mediados de 1949 cuando Bavaria lanzó su cerveza Premium: Club 60.

- 1963: Se presenta en la Feria Exposición Internacional de Bogotá la máquina para etiquetar botellas. Taller de máquinas y repuestos. Foto avión con carga de Club Colombia.

Club Colombia inició sus exportaciones a Estados Unidos con campañas publicitarias en Miami y Nueva York. Además, en el aeropuerto “El Dorado” se entrega a los pasajeros internacionales a su llegada una Club Colombia. El eslogan del momento era: “De las colombianas, la mejor es ésta”. En mayo se lanza al mercado la cerveza Club Colombia en Valle, Antioquia y Caldas, en reemplazo de Club 60. Su nombre “Club Colombia” busca convertirla en una embajadora de Colombia ante el mundo, su campaña hace énfasis en la exportación que por primera vez se efectúa de una cerveza nacional y en el hecho de que un producto de consumo local alcance una calidad óptima que le permita competir en mercados internacionales.
- 1964: Debido a la exportación de Club Colombia se implementa un nuevo eslogan: “Aquí y en el exterior, Club Colombia es superior”.

- 1970: Cambia de botella y de etiqueta “sólo para conocedores”

- 1975: Club Colombia cambia de eslogan: “Club Colombia, cerveza Extra Seca, sólo para conocedores”

- 1982:Nuevo eslogan de la marca: “Sólo para Conocedores”.

- 1987: Se destaca el proceso de elaboración de Club Colombia con un el “Arte cervecero hecho cerveza”. En desarrollo tecnológico, la cervecería de Bogotá estrenó una línea de envase de 2 mil botellas por minuto. De fabricación alemana, esta línea envasa en 24 horas 2.880.000 botellas con dos envasadoras que requieren 900 mil litros de cerveza.

Nuevo eslogan de la marca: “Sabemos cómo hacerla y usted cómo disfrutarla”
- 1992: Cambio de eslogan: “Club Colombia, Perfecta”. Nueva imagen con botella de 300 c.c. y lata de 10 onzas.

- 1993: La exportación se triplica con la creación de la división de exportaciones, en enero de 1993 a Estados Unidos, Panamá, Aruba, Ecuador, Brasil y Venezuela. Además, se tramita para Canadá, Costa Rica, Guatemala, Uruguay, Paraguay, Argentina, Perú, Bolivia, Cuba y algunos de Europa. 90% de las exportaciones productos envasados en lata.

- 1998: Nueva presentación de Club Colombia de 250 c.c.

- 2000: Club Colombia Open VI – Está el brasileño Guga Kuerten, gana el argentino Mariano Puerta. Sigue la botella con etiqueta negra. Patrocinan Picasso en Bogotá.

- 2004: Cambio de etiqueta, se hace un rediseño de imagen correspondiente a los últimos años, en la que predominaba el color negro. Ahora se resalta el color dorado, con la etiqueta roja y se conserva el tradicional tunjo precolombino.

- 2005: Nuevo eslogan de la marca: “La perfección no se detiene”.

- 2006:  El 23 de noviembre de 2006 se lanza la nueva imagen. eslogan: “Las mejores cosas de la vida toman tiempo”. Protagonistas el golfista Camilo Villegas, el chef Harry Sasson, el restaurantero Andrés Jaramillo (Andrés Carne de Res).

- 2010: Un total de 14 millones de nuevas botellas fueron fabricadas para el lanzamiento de la más reciente imagen de Club Colombia. Además, en diciembre de este mismo año, lanza Club Colombia edición limitada Roja. (actualmente esta cerveza continua y esta vigente en el mercado).

- 2011: Lanza Club Colombia edición limitada Negra. (actualmente esta cerveza continua y esta vigente en el mercado).
- 2012:

- 2015: Nuevo eslogan: “Maestría Cervecera” define el nuevo posicionamiento de la marca que va acompañado de un nuevo diseño de la botella e imagen visual.

## Imagen de marca
Desde su nacimiento, Club Colombia ha mantenido en su imagen el icono del Pectoral antropozoomorfo perteneciente a la cultura ancestral del Tolima  . Una figura con la que se dio a conocer no sólo en el país sino en Estados Unidos, el primer país al que fue exportada, y que hoy sigue siendo parte de su identidad.

## Premios y reconocimientos
- Superior Taste Award 2011[1] y 2012[2] con 3 estrellas doradas (máxima puntuación) por su sabor y calidad superior, galardonado por el International Taste & Quality Institute de Bruselas, catada por 120 Chefs y Sommeliers de gran renombre, miembros de las 14 asociaciones culinarias más prestigiosas de Europa.

## Monde Selection
Fundada en 1961, la misión del Monde Selection es probar diferentes productos de consumo y evaluarlos bajo un estricto sistema para otorgarle, a los más sobresalientes, un premio que esté a la altura del mismo. Estos reconocimientos pueden ser: Una medalla de Calidad de Bronce, Plata, Oro o Gran Oro. Esta etiqueta de calidad, es siempre concedida por un jurado profesional totalmente independiente y, no al menos de 3000 productos, procedentes de más de 80 países distintos, se prueban cada año.
Por segunda ocasión, Club Colombia ha sido galardonada en este prestigioso concurso con la Medalla de Oro a la Calidad, el premio más codiciado por la industria cervecera del mundo.Cerveza Club Colombia
El Embajador Club Colombia en alianza con La W Radio convocó a miles de colombianos para elegir un Embajador que recibiera la Medalla de Oro a la Calidad del Monde Selection de Bélgica, en nombre de todos los colombianos.
Carlos Eduardo Rivera, escogido como Embajador por su conocimiento en la marca Club Colombia, viajó a Wiesbaden (Alemania), lugar en el que este año se realizó la entrega del premio, con todos los gastos pagos a recibir el premio más codiciado de la industria cervecera del mundo, el pasado 31 de mayo.

## Club Colombia Roja
Club Colombia Roja es una cerveza que se elaboró a finales del año 2010, por los maestros cerveceros de Club Colombia, con el fin de dar un regalo especial a los colombianos. Una cerveza elaborada con una exclusiva selección de malta tostada, lúpulo importado y todo el tiempo y la dedicación que el mundo hoy reconoce.

## En busca del orgullo perdido
Club Colombia y la Fundación Bavaria, se unieron en una importante iniciativa de responsabilidad social, apoyando proyectos sociales en pro de comunidades artesanas que forman parte del patrimonio cultural de Colombia; con el fin de recuperar técnicas artesanales que han pasado de generación en generación y que hoy están en peligro de desaparecer.
Bajo el lema “En busca del orgullo perdido” Club Colombia reunió un grupo de expertos, entre antropólogos, diseñadores y empresarios, quienes identificaron más de 50 técnicas que se encuentran en peligro de desaparecer. A través de una votación de este jurado y teniendo en cuenta tres lineamientos: maestría artesanal, viabilidad económica e impacto positivo para la comunidad, las 10 técnicas seleccionadas fueron:
- Peyones Wayuú de la Guajira:

Un tejido que los abuelos le enseñaban a los padres y ahora los padres están buscando a quien enseñarle. Combinaciones únicas de colores que ya no tienen caballos a quien adornar. Combinaciones, que no parecen salidas de un ojo acostumbrado a ver solamente azules profundos y amarillos inmensos en el desierto. Una tradición de hombres que se está desapareciendo y su voto puede ayudar a salvar.
- Tejidos de Algodón de Charalá:

Este es un grupo de mujeres que son capaces de convertir con sus manos un cultivo de algodón orgánico en una camisa lista para usar, usando procesos minuciosos que aseguran la seguridad del ecosistema. Ellas recogen el algodón, lo hilan, lo tiñen naturalmente, lo tejen y lo convierten en piezas únicas. Todo, como lo hacían sus ancestros hace 200 años. Votemos, no dejemos que este orgullo se pierda.
- Alfarería de Ráquira:

Imaginación, arte y tradición, unidas para moldear algo único. Manos capaces de convertir el barro en piezas exclusivas, manos capaces de convertir la tierra y la cultura en arte. Vote y ayúdenos a rescatar este orgullo perdido, solo un clic hace la diferencia.
- Sombrerería de Ancuyá:

En una tierra en donde los jornales de los hombres no alcanzan para mantener el hogar, la mujer más que ayudar, saca la cara y a punta de sus raíces saca a los suyos adelante. Es un proceso artesanal completamente familiar; unos consiguen la palma, otros la pone a hervir y luego la dejan secando. Las mujeres la hilan y comienzan a tejer. Entre tejidos cuidan la casa, trabajan la tierra y mantienen a la familia. De la época en que estos sombreros representaban el 25% de las exportaciones de nuestro país ya no queda casi nada. Votemos para que esta tradición no desaparezca.
- Filigrana del Chocó:

En una tierra llena de oro, maestros de la filigrana y talento. Es muy triste pensar que esta tradición se está muriendo. Todo el sacrificio, el tiempo y la dedicación de estas manos, no está siendo valorado y cada vez son menos los que aprecian la maestría que se necesita para tejer en hilos de oro piezas únicas e irrepetibles. Su voto puede rescatar del olvido a esta técnica maravillosa.
- Marimba de Chonta de Guapi:

Este instrumento es la alegría de un pueblo y es además patrimonio inmaterial de la humanidad. La conexión entre el artesano y la madera va más allá del trabajo, es una mezcla de corazón y oído que le da los tonos a cada tecla. Cuando alguien se muere tocan la marimba porque la alegría le ayuda al alma a llegar al cielo más rápido. En una casa perdida en medio de la selva nacen los sueños de una comunidad que no quiere que su tradición se muera, y usted puede votar para que eso no pase.
- Alpargatas de Guacamayas:

Los que lucharon por nuestra independencia no usaban botas, usaban alpargatas. Hoy hay artesanos que hacen esas mismas alpargatas, las de hace 200 años, con la misma técnica que protegió los pies de nuestros héroes. Una técnica que a pesar de tener más de dos siglos de historia, está desapareciendo. No dejemos que esto pase. Votemos para que nuestra historia no se pierda.
- Talla en Madera del Amazonas:

Desde que le piden permiso al árbol para cortarlo, hasta que un dibujo se convierte en una historia tallada a mano sobre madera; la talla del Amazonas es una de las técnicas artesanales más llenas de mística y conexión con la naturaleza. Los artesanos plasman sus historias e inmortalizan sus raíces en una obra de arte llena de colores naturales y sentimientos profundos. Todos podemos votar para que este orgullo no desaparezca.
- Cestería de Esparto:

La técnica y la historia se juntan para preservar una tradición campesina. Una tradición que se adapta perfectamente a materiales nuevos y permite que la artesanía conviva perfectamente con el mundo moderno. El contraste entre campo y ciudad, resulta en una nueva forma de vivir y preservar la cultura. Usted puede votar para que este orgullo siga viviendo.
- Cestería de Paja Tetera de Nariño:

A lo largo de la historia la mujer ha sido la encargada de cuidar a los niños y el hogar. En la cestería de paja tetera, una tradición del Pacífico colombiano, las mujeres encontraron el equilibrio perfecto para mantenerse unidas, trabajar, cuidar la casa, educar a los niños y mantener viva su cultura. Por medio de sus artesanías, le enseñan al mundo sus raíces y luchan por que esta tradición no caiga en el olvido. Tenemos que votar para que esto no pase.
Estas 10 técnicas serán sometidas, a partir del 1 de abril, a la votación de todos los colombianos a través de www.orgulloperdidoclubcolombia.com en donde todos podremos conocer las historias y documentales detrás de las técnicas, la región, la comunidad y seleccionar la que consideren debe ser rescatada.